# Briefe von der Fahne
Briefe von der Fahne ist ein Dokumentarfilm des DEFA-Studios für Dokumentarfilme von Ernst Cantzler aus dem Jahr 1985.

## Handlung
Das Ehepaar Gerald und Marion Thorno sitzt auf dem heimischen Sofa und hat einen  Schuhkarton voller Briefe vor sich stehen, die sie sich während Geralds Zeit bei der NVA (von fast allen Bewohnern der DDR nur „Fahne“ genannt, ähnlich wie „Bund“ für die Bundeswehr) von 1979 bis 1982 geschrieben haben. Jetzt ziehen sie zufällig einzelne Briefe heraus, die sie dem Kamerateam vorlesen. Gerald ist jetzt 24 Jahre alt, Kfz-Schlosser und hat mit seiner Frau zwei Kinder. Vor fünf Jahren waren sie noch nicht verheiratet, doch ihre Tochter Jessica war bereits unterwegs, als er seinen Dienst bei der NVA, zu dem er sich für drei Jahre verpflichtet hatte, antreten musste. Nun ist er seit 1 ½ Jahren verheiratet, das zweite Kind Janin ist gerade ein Jahr alt und er muss schon wieder, nach erst zwei Jahren zu Hause, für drei Monate zum Reservistendienst bei der Armee. Er gibt offen zu, eigentlich keine Lust dazu zu haben, sieht aber die Notwendigkeit ein.
Am zweiten Tag nach seiner Ankunft in der Kaserne schreibt Gerald seiner Frau bereits den zweiten Brief. Während er diesen Brief vorliest, werden Aufnahmen von den ersten Tagen seines Reservistendienstes gezeigt. Sein Interesse im Brief gilt den Kindern und er schreibt, dass er diese und Marion sehr liebt, stellt aber gleichzeitig fest, dass es nur noch 86 Tage bis zu seiner Heimkehr sind. Weiter schreibt er, am Tag zuvor eingekleidet worden zu sein, wenn es auch alles getragene Sachen sind. Bei den anderen Soldaten, die mit ihm die Stube teilen, scheint er ein gutes Gefühl zu haben. 
Marion erzählt, dass sie jetzt wieder als Kassiererin in einer Kaufhalle arbeiten wird, da ihr Mutterjahr vorbei ist. Weil sie keinen Kinderkrippenplatz bekommen hat, nimmt Geralds Mutter die kleine Janin in der Zeit, in der Marion arbeiten geht zu sich,  wie sie es auch schon mit Jessica gemacht hat. Für die Zeit nach Feierabend, wenn beide Kinder wieder zu Hause sind, gibt es noch genug zu tun. Marion überlegt schon, ob sie vielleicht ihre Arbeitszeit auf sechs Stunden verkürzen sollte, so dass sie mehr Zeit für die Kinder und die Hausarbeit hat.
In den nächsten Wochen wird Gerald immer wieder mit der Kamera während seines Dienstes beobachtet. Selbst seine Auszeichnung „Schreiben an die Ehefrau“ wird festgehalten und der volle Text vorgelesen. Dazwischen werden immer wieder Ausschnitte des Gesprächs eingeblendet, das er und Marion mit dem Regisseur vor dem Reservisteneinsatz geführt haben. Auch werden wiederholt Ausschnitte aus den Briefen zitiert, die sich beide in dem Vierteljahr der Trennung schicken. Zum Schluss meint Marion noch, dass es schön wäre, wenn man die Waffen ganz abschaffen würde und die Männer immer zu Hause, bei ihren Frauen und bei ihren Kindern, sein könnten. Doch das wäre ein zu schöner Traum.

## Produktion und Veröffentlichung
Briefe von der Fahne wurde unter dem Arbeitstitel Reservisten von der Künstlerischen Arbeitsgruppe „document“ als Schwarzweißfilm gedreht und hatte seinen Anlauf in den Kinos der DDR am 22. Februar 1985. 
Die Dramaturgie lag in den Händen von Annerose Richter.

## Kritik
Jochen Wisotzki schrieb im Neuen Deutschland:

„Über die Briefe eines Ehepaares, entstanden während des Dienstes des jungen Mannes bei der NVA, läßt der Film Haltungen deutlich werden, die von gegenseitiger Zuneigung und zugleich vom Bewußtsein eigener Zuständigkeit für die Bewahrung des Lebens bestimmt sind.“

Gisela Harkenthal äußerte sich in der Berliner Zeitung, dass es sich bei diesem Film um das sympathische Porträt eines jungen Ehepaares handelt, welches durch den Dienst in der NVA zeitweilig getrennt ist. Durch Thomas Plenerts Kameraführung gewinnt er an Würde und Reichtum.